# Torneo Argentino B 1998-99
El Torneo Argentino B 1998-99 fue la cuarta edición del certamen correspondiente a la cuarta división del fútbol argentino.
El torneo incorporó 95 clubes ganadores de las ligas regionales. Mientras que los descendidos del Argentino A desistieron de participar.
El certamen consagró a 2 campeones y otorgó 4 ascensos, mientras que otros 2 equipos accedieron al Torneo Reclasificatorio por una plaza para la próxima temporada del Argentino A. Además los 5 mejores de la Fase final disputaron la Segunda fase del Argentino A en disputa.

## Equipos participantes
| Región     | Grupo | Club                                        | Ciudad                     | Provincia    | Liga de Origen                                    |
| ---------- | ----- | ------------------------------------------- | -------------------------- | ------------ | ------------------------------------------------- |
| Bonaerense | 1     | Ranchos                                     | Ranchos                    | Buenos Aires | Liga Chascomunense de fútbol                      |
| Bonaerense | 1     | Sarmiento                                   | Ayacucho                   | Buenos Aires | Liga Ayacuchense de fútbol                        |
| Bonaerense | 1     | Independiente                               | Dolores                    | Buenos Aires | Liga Dolorense de fútbol (Buenos Aires)           |
| Bonaerense | 1     | Defensores Unidos                           | Santa Teresita             | Buenos Aires | Liga de fútbol del Partido de la Costa            |
| Bonaerense | 2     | Sporting                                    | Punta Alta                 | Buenos Aires | Liga del Sur (Bahía Blanca)                       |
| Bonaerense | 2     | Huracán                                     | Tres Arroyos               | Buenos Aires | Liga Regional Tresarroyense de fútbol             |
| Bonaerense | 2     | Boca Juniors                                | Coronel Suárez             | Buenos Aires | Liga Regional de fútbol (Coronel Suárez)          |
| Bonaerense | 3     | Grupo Universitario                         | Tandil                     | Buenos Aires | Liga Tandilense de fútbol                         |
| Bonaerense | 3     | Alvarado                                    | Mar del Plata              | Buenos Aires | Liga Marplatense de fútbol                        |
| Bonaerense | 3     | Estudiantes                                 | Olavarría                  | Buenos Aires | Liga de Fútbol de Olavarría                       |
| Bonaerense | 4     | Everton                                     | La Plata                   | Buenos Aires | Liga Amateur Platense de fútbol                   |
| Bonaerense | 4     | Mercedes                                    | Mercedes                   | Buenos Aires | Liga Mercedina de Fútbol                          |
| Bonaerense | 4     | Juventud Unida                              | Olivera                    | Buenos Aires | Liga Lujanense de fútbol                          |
| Bonaerense | 5     | Deportivo Barrio Alegre                     | Trenque Lauquen            | Buenos Aires | Liga Trenquelauquense de fútbol                   |
| Bonaerense | 5     | Biblioteca Agustín Álvarez                  | Nueve de Julio             | Buenos Aires | Liga Nuevejuliense de Fútbol                      |
| Bonaerense | 5     | El Linqueño                                 | Lincoln                    | Buenos Aires | Liga Amateur de Deportes (Lincoln)                |
| Bonaerense | 6     | Defensores de Salto                         | Salto                      | Buenos Aires | Liga Deportiva de Salto                           |
| Bonaerense | 6     | Jorge Newbery                               | Rojas                      | Buenos Aires | Liga Deportiva de fútbol (Rojas)                  |
| Bonaerense | 6     | Hughes Football Club                        | Hughes                     | Santa Fe     | Liga Deportiva de Colón                           |
| Bonaerense | 7     | Independiente                               | Chivilcoy                  | Buenos Aires | Liga Chivilcoyana de Fútbol                       |
| Bonaerense | 7     | Mariano Moreno                              | Junín                      | Buenos Aires | Liga Deportiva del Oeste (Junín)                  |
| Bonaerense | 7     | Argentino                                   | Chacabuco                  | Buenos Aires | Liga Deportiva de Chacabuco                       |
| Bonaerense | 7     | Atlético Juventud Unida                     | Eduardo O'Brien            | Buenos Aires | Liga Bragadense de fútbol                         |
| Bonaerense | 8     | Paraná Fútbol Club                          | San Pedro                  | Buenos Aires | Liga Deportiva Sampedrina                         |
| Bonaerense | 8     | Atlético Paraná                             | San Nicolás de los Arroyos | Buenos Aires | Liga Nicoleña de fútbol                           |
| Bonaerense | 8     | Obras Sanitarias                            | Arrecifes                  | Buenos Aires | Liga de fútbol de Arrecifes                       |
| Bonaerense | 8     | Provincial Fútbol Club                      | Pergamino                  | Buenos Aires | Liga de fútbol Pergamino                          |
| Norte      | 1     | Atlético Pichanal                           | Pichanal                   | Salta        | Liga Regional de fútbol del Bermejo               |
| Norte      | 1     | Dep. Campo Durán                            | Aguaray                    | Salta        | Liga Departamental de fútbol Gral. San Martín     |
| Norte      | 1     | Asoc.T.D. Río Grande                        | La Mendieta                | Jujuy        | Liga Regional Jujeña de fútbol                    |
| Norte      | 2     | Atlético Talleres                           | Perico                     | Jujuy        | Liga Jujeña de Fútbol                             |
| Norte      | 2     | Sportivo Rivadavia                          | El Carmen                  | Jujuy        | Liga Departamental de Fútbol de El Carmen         |
| Norte      | 2     | Atlético Libertad                           | Campo Santo                | Salta        | Liga Güemense de fútbol                           |
| Norte      | 3     | Deportivo YPF                               | Joaquín Víctor González    | Salta        | Liga Anteña de fútbol                             |
| Norte      | 3     | Instituto Tráfico                           | Metán                      | Salta        | Liga Metanense de Fútbol                          |
| Norte      | 3     | Atlético Progreso                           | Rosario de la Frontera     | Salta        | Liga de Fútbol de Rosario de la Frontera          |
| Norte      | 4     | Central Norte                               | Salta                      | Salta        | Liga Salteña de Fútbol                            |
| Norte      | 4     | Deportivo y Social San Lorenzo              | Cafayate                   | Salta        | Liga Calchaquí de fútbol                          |
| Norte      | 4     | Sportivo El Carril                          | El Carril                  | Salta        | Liga de fútbol del Valle de Lerma                 |
| Centro     | 1     | San Lorenzo de Alem                         | San F. del V. de Catamarca | Catamarca    | Liga Catamarqueña de fútbol                       |
| Centro     | 1     | San Martín (EB)                             | El Bañado (Valle Viejo)    | Catamarca    | Liga Chacarera de fútbol (Valle Viejo)            |
| Centro     | 1     | Sportivo Aconquija                          | Chaquiago                  | Catamarca    | Liga Andalgalense de fútbol                       |
| Centro     | 1     | Defensores de La Falda                      | Belén                      | Catamarca    | Liga Belenista de fútbol                          |
| Centro     | 2     | Atlético Racing                             | Córdoba                    | Córdoba      | Liga Cordobesa de Fútbol                          |
| Centro     | 2     | Sp. y Bibl. Atenas                          | Río Cuarto                 | Córdoba      | Liga Regional de fútbol de Río Cuarto             |
| Centro     | 2     | Atlético Hipólito Yrigoyen                  | Tío Pujio                  | Córdoba      | Liga Villamariense de Fútbol                      |
| Centro     | 3     | Atlético Chilecito                          | Chilecito                  | La Rioja     | Liga Chileciteña de fútbol                        |
| Centro     | 3     | Américo Tesorieri                           | La Rioja                   | La Rioja     | Liga Riojana de fútbol                            |
| Litoral    | 1     | Atlético Huracán                            | Curuzú Cuatiá              | Corrientes   | Liga de fútbol General Belgrano                   |
| Litoral    | 1     | Central Goya                                | Goya                       | Corrientes   | Liga Goyana de fútbol                             |
| Litoral    | 1     | Atlético Puerto Unido                       | Monte Caseros              | Corrientes   | Liga Deportiva Casereña                           |
| Litoral    | 2     | Asociación Exalumnos Escuela 185            | Oberá                      | Misiones     | Liga Regional Obereña de fútbol                   |
| Litoral    | 2     | Deportivo Yerbatero                         | Apóstoles                  | Misiones     | Liga Apostoleña de fútbol                         |
| Litoral    | 2     | Atlético Tigre                              | Santo Pipó                 | Misiones     | Liga Posadeña de fútbol                           |
| Litoral    | 3     | Sportivo Ferroviario                        | Corrientes                 | Corrientes   | Liga Correntina de fútbol                         |
| Litoral    | 3     | Atlético Ocampo Fábrica                     | Villa Ocampo               | Santa Fe     | Liga Ocampense de fútbol                          |
| Litoral    | 3     | Club Social y Deportivo Fontana             | Fontana                    | Chaco        | Liga Chaqueña de Fútbol                           |
| Litoral    | 4     | Deportivo 13 de Junio                       | Pirané                     | Formosa      | Liga Piranense de Fútbol                          |
| Litoral    | 4     | Social y Deportivo 9 de Julio               | Clorinda                   | Formosa      | Liga Clorindense de fútbol                        |
| Litoral    | 5     | Unión Foot Ball Club                        | Villa Alcaraz              | Entre Ríos   | Liga de Fútbol de Paraná Campaña                  |
| Litoral    | 5     | Ciclón Racing Foot Ball Club                | Santa Fe                   | Santa Fe     | Liga Santafesina de Fútbol                        |
| Litoral    | 5     | Centro de Exalumnos de la Escuela Don Bosco | Paraná                     | Entre Ríos   | Liga Paranaense de Fútbol                         |
| Litoral    | 6     | Atlético Tiro Federal Argentino             | Rosario                    | Santa Fe     | Asociación Rosarina de Fútbol                     |
| Litoral    | 6     | Atlético San Jorge                          | San Jorge                  | Santa Fe     | Liga Departamental de fútbol San Martín           |
| Litoral    | 6     | Sportivo Norte                              | Rafaela                    | Santa Fe     | Liga Rafaelina de fútbol                          |
| Litoral    | 6     | Deportivo Italiano                          | San Genaro                 | Santa Fe     | Liga Regional Totorense de fútbol                 |
| Litoral    | 7     | Atlético Campito                            | Colón                      | Entre Ríos   | Liga Departamental de fútbol de Colón             |
| Litoral    | 7     | Atlético Uruguay                            | Concepción del Uruguay     | Entre Ríos   | Liga de fútbol de Concepción del Uruguay          |
| Litoral    | 7     | Central Entrerriano                         | Gualeguaychú               | Entre Ríos   | Liga Departamental de fútbol de Gualeguaychú      |
| Litoral    | 7     | Atlético Libertad                           | Gualeguay                  | Entre Ríos   | Liga Departamental de fútbol de Gualeguay         |
| Litoral    | 8     | Social y Deportivo Las Flores               | Federal                    | Entre Ríos   | Liga Federalense de fútbol                        |
| Litoral    | 8     | Atlético Victoria                           | Concordia                  | Entre Ríos   | Liga Concordiense de fútbol                       |
| Litoral    | 8     | Soc. y Dep. Federación                      | Federación                 | Entre Ríos   | Liga de fútbol de Chajarí                         |
| Cuyo       | 1     | Sport Club Pacífico                         | General Alvear             | Mendoza      | Liga Alvearense de fútbol (Mendoza)               |
| Cuyo       | 1     | Atlético Gimnasia y Esgrima                 | Mendoza                    | Mendoza      | Liga Mendocina de Fútbol                          |
| Cuyo       | 1     | Atlético Trinidad                           | San Juan                   | San Juan     | Liga Sanjuanina de Fútbol                         |
| Cuyo       | 1     | Defensores                                  | Las Paredes                | Mendoza      | Liga Sanrafaelina de Fútbol                       |
| Sur        | 1     | Social y Deportivo Alianza                  | Cutral Có                  | Neuquén      | Liga de Fútbol del Neuquén                        |
| Sur        | 1     | Atlético Martín Güemes                      | El Bolsón                  | Río Negro    | Liga de fútbol de Bariloche                       |
| Sur        | 1     | Círculo Italiano                            | Villa Regina               | Río Negro    | Liga Deportiva Confluencia                        |
| Sur        | 1     | Soc. y Cul. Dep. Belgrano                   | Esquel                     | Chubut       | Liga de fútbol del Oeste del Chubut               |
| Sur        | 2     | Comisión de Actividades Infantiles          | Comodoro Rivadavia         | Chubut       | Liga de Fútbol de Comodoro Rivadavia              |
| Sur        | 2     | Atlético Talleres                           | Caleta Olivia              | Santa Cruz   | Liga de Fútbol Norte de Santa Cruz                |
| Sur        | 2     | Social y Deportivo Independiente            | Río Gallegos               | Santa Cruz   | Liga de fútbol Sur (Río Gallegos)                 |
| Sur        | 3     | Estudiantil Social y Deportivo              | Eduardo Castex             | La Pampa     | Liga Pampeana de Fútbol                           |
| Sur        | 3     | Atlético All Boys                           | Santa Rosa                 | La Pampa     | Liga Cultural de fútbol                           |
| Sur        | 3     | Deportivo Independiente                     | Río Colorado               | Río Negro    | Liga de fútbol de Río Colorado                    |
| Sur        | 4     | Racing Club                                 | Trelew                     | Chubut       | Liga de Fútbol del Valle del Chubut               |
| Sur        | 4     | Coronel Belisle                             | Coronel Belisle            | Río Negro    | Liga Regional de Fútbol Avellaneda (Luis Beltrán) |

### Clasificados a Segunda Etapa
| Club                         | Ciudad              | Provincia           | Liga de Origen                           |
| ---------------------------- | ------------------- | ------------------- | ---------------------------------------- |
| Sportivo Norte               | Laboulaye           | Córdoba             | Liga Regional de Fútbol de Laboulaye     |
| Sportivo Panificación        | Paso de los Libres  | Corrientes          | Liga Libreña de Fútbol General Madariaga |
| Colegiales                   | Villa Mercedes      | San Luis            | Liga de Fútbol Mercedes                  |
| Juventud Unida Universitario | San Luis            | San Luis            | Liga Sanluiseña de Fútbol                |
| Mitre                        | Santiago del Estero | Santiago del Estero | Liga Santiagueña de Fútbol               |
| Sarmiento                    | La Banda            | Santiago del Estero | Liga Santiagueña de Fútbol               |

## Cuarta fase

### Zona A
| Pos. | Equipo                   | Pts | PJ | G | E | P |
| ---- | ------------------------ | --- | -- | - | - | - |
| 1°   | Central Norte            | 13  | 6  | 4 | 1 | 1 |
| 2°   | Argentinos del Norte (T) | 11  | 6  | 3 | 2 | 1 |
| 3°   | Mitre                    | 6   | 6  | 1 | 3 | 2 |
| 4°   | Talleres (P)             | 2   | 6  | 0 | 2 | 4 |

|  | Clasificó a la Fase Final. |

### Zona B

#### Tabla de posiciones
| Pos. | Equipo       | Pts | PJ | G | E | P | GF | GC | DG  |
| ---- | ------------ | --- | -- | - | - | - | -- | -- | --- |
| 1°   | 13 de Junio  | 12  | 6  | 4 | 0 | 2 | 13 | 9  | 4   |
| 2°   | Huracán (TA) | 12  | 6  | 4 | 0 | 2 | 14 | 9  | 5   |
| 3°   | Yerbatero    | 10  | 6  | 3 | 1 | 2 | 11 | 7  | 4   |
| 4°   | Everton      | 1   | 6  | 0 | 1 | 5 | 6  | 19 | -13 |

|  | Clasificó a la Fase Final. |

#### Resultados
| Fecha 1     | Fecha 1   | Fecha 1      | Fecha 1       | Fecha 1 |
| Local       | Resultado | Visitante    | Fecha         |         |
| ----------- | --------- | ------------ | ------------- | ------- |
| 13 de Junio | 1 - 0     | Yerbatero    | 17 de febrero |         |
| Everton     | 1 - 5     | Huracán (TA) | 17 de febrero |         |

| Fecha 2      | Fecha 2   | Fecha 2     | Fecha 2       | Fecha 2 |
| Local        | Resultado | Visitante   | Fecha         |         |
| ------------ | --------- | ----------- | ------------- | ------- |
| Huracán (TA) | 3 - 1     | 13 de Junio | 21 de febrero |         |
| Yerbatero    | 4 - 1     | Everton     | 21 de febrero |         |

| Fecha 3   | Fecha 3   | Fecha 3      | Fecha 3       |
| Local     | Resultado | Visitante    | Fecha         |
| --------- | --------- | ------------ | ------------- |
| Everton   | 2 - 3     | 13 de Junio  | 28 de febrero |
| Yerbatero | 2 - 0     | Huracán (TA) | 28 de febrero |

| Fecha 4      | Fecha 4   | Fecha 4     | Fecha 4    |
| Local        | Resultado | Visitante   | Fecha      |
| ------------ | --------- | ----------- | ---------- |
| Yerbatero    | 3 - 0     | 13 de Junio | 6 de marzo |
| Huracán (TA) | 2 - 0     | Everton     | 6 de marzo |

| Fecha 5     | Fecha 5   | Fecha 5      | Fecha 5     |
| Local       | Resultado | Visitante    | Fecha       |
| ----------- | --------- | ------------ | ----------- |
| 13 de Junio | 4 - 0     | Huracán (TA) | 14 de marzo |
| Everton     | 1 - 1     | Yerbatero    | 14 de marzo |

| Fecha 6      | Fecha 6   | Fecha 6   | Fecha 6     |
| Local        | Resultado | Visitante | Fecha       |
| ------------ | --------- | --------- | ----------- |
| 13 de Junio  | 4 - 1     | Everton   | 21 de marzo |
| Huracán (TA) | 4 - 1     | Yerbatero | 21 de marzo |

## Fase final

### Zona 1

#### Tabla de posiciones
| Pos. | Equipo                   | Pts | PJ | G | E | P | GF | GC | DG |
| ---- | ------------------------ | --- | -- | - | - | - | -- | -- | -- |
| 1°   | Racing (C)               | 12  | 6  | 3 | 3 | 0 | 9  | 5  | 4  |
| 2°   | Tiro Federal Argentino   | 10  | 6  | 3 | 1 | 2 | 8  | 6  | 2  |
| 3°   | Argentinos del Norte (T) | 9   | 6  | 2 | 3 | 1 | 10 | 10 | 0  |
| 4°   | Central Norte            | 1   | 6  | 0 | 1 | 5 | 3  | 9  | -6 |

|  | Campeón. Ascendió al Argentino A y clasificó a la Fase Final. |
|  | Ascendió al Argentino A y clasificó a la Fase Final.          |
|  | Clasificó al Torneo Reclasificatorio.                         |

#### Resultados
| Fecha 1                | Fecha 1   | Fecha 1       | Fecha 1     | Fecha 1               |
| Local                  | Resultado | Visitante     | Fecha       | Lugar                 |
| ---------------------- | --------- | ------------- | ----------- | --------------------- |
| Argentinos del Norte   | 2 - 2     | Racing (C)    | 27 de marzo | San Miguel de Tucumán |
| Tiro Federal Argentino | 1 - 0     | Central Norte | 28 de marzo | Rosario               |

| Fecha 2       | Fecha 2   | Fecha 2                | Fecha 2     | Fecha 2 |
| Local         | Resultado | Visitante              | Fecha       | Lugar   |
| ------------- | --------- | ---------------------- | ----------- | ------- |
| Racing (C)    | 1 - 0     | Tiro Federal Argentino | 31 de marzo | Córdoba |
| Central Norte | 1 - 1     | Argentinos del Norte   | 31 de marzo | Salta   |

| Fecha 3                | Fecha 3   | Fecha 3              | Fecha 3    | Fecha 3 |
| Local                  | Resultado | Visitante            | Fecha      | Lugar   |
| ---------------------- | --------- | -------------------- | ---------- | ------- |
| Racing (C)             | 2 - 0     | Central Norte        | 4 de abril | Córdoba |
| Tiro Federal Argentino | 3 - 1     | Argentinos del Norte | 4 de abril | Rosario |

| Fecha 4       | Fecha 4   | Fecha 4                | Fecha 4     | Fecha 4 |
| Local         | Resultado | Visitante              | Fecha       | Lugar   |
| ------------- | --------- | ---------------------- | ----------- | ------- |
| Racing (C)    | 2 - 2     | Argentinos del Norte   | 11 de abril | Córdoba |
| Central Norte | 1 - 2     | Tiro Federal Argentino | 11 de abril | Salta   |

| Fecha 5                | Fecha 5   | Fecha 5       | Fecha 5     | Fecha 5               |
| Local                  | Resultado | Visitante     | Fecha       | Lugar                 |
| ---------------------- | --------- | ------------- | ----------- | --------------------- |
| Argentinos del Norte   | 2 - 1     | Central Norte | 18 de abril | San Miguel de Tucumán |
| Tiro Federal Argentino | 1 - 1     | Racing (C)    | 18 de abril | Rosario               |

| Fecha 6              | Fecha 6   | Fecha 6                | Fecha 6     | Fecha 6               |
| Local                | Resultado | Visitante              | Fecha       | Lugar                 |
| -------------------- | --------- | ---------------------- | ----------- | --------------------- |
| Argentinos del Norte | 2 - 1     | Tiro Federal Argentino | 25 de abril | San Miguel de Tucumán |
| Central Norte        | 0 - 1     | Racing (C)             | 25 de abril | Salta                 |

### Zona 2

#### Tabla de posiciones
| Pos. | Equipo                             | Pts | PJ | G | E | P | GF | GC | DG |
| ---- | ---------------------------------- | --- | -- | - | - | - | -- | -- | -- |
| 1°   | Comisión de Actividades Infantiles | 11  | 6  | 3 | 2 | 1 | 12 | 6  | 6  |
| 2°   | Huracán (TA)                       | 11  | 6  | 3 | 2 | 1 | 10 | 4  | 6  |
| 3°   | 13 de Junio                        | 10  | 6  | 3 | 1 | 2 | 8  | 11 | -3 |
| 4°   | Racing (T)                         | 1   | 6  | 0 | 1 | 5 | 5  | 14 | -9 |

|  | Desempate. Ascendió al Argentino A y clasificó a la Fase Final.                            |
|  | Clasificó al Torneo Reclasificatorio y a la Fase Final del Argentino A como mejor tercero. |

Desempate
Los partidos entre sí definieron el primer lugar.
| Pos. | Equipo                             | Pts | PJ | G | E | P | GF | GC | DG |
| ---- | ---------------------------------- | --- | -- | - | - | - | -- | -- | -- |
| 1°   | Huracán (TA)                       | 4   | 2  | 1 | 1 | 0 | 2  | 1  | 1  |
| 2°   | Comisión de Actividades Infantiles | 1   | 2  | 0 | 1 | 1 | 1  | 2  | -1 |

|  | Campeón. |

#### Resultados
| Fecha 1      | Fecha 1   | Fecha 1                            | Fecha 1     | Fecha 1      |
| Local        | Resultado | Visitante                          | Fecha       | Lugar        |
| ------------ | --------- | ---------------------------------- | ----------- | ------------ |
| 13 de Junio  | 2 - 1     | Racing (T)                         | 28 de marzo | Pirané       |
| Huracán (TA) | 1 - 0     | Comisión de Actividades Infantiles | 28 de marzo | Tres Arroyos |

| Fecha 2                            | Fecha 2   | Fecha 2      | Fecha 2     | Fecha 2            |
| Local                              | Resultado | Visitante    | Fecha       | Lugar              |
| ---------------------------------- | --------- | ------------ | ----------- | ------------------ |
| Racing (T)                         | 1 - 1     | Huracán (TA) | 31 de marzo | Trelew             |
| Comisión de Actividades Infantiles | 5 - 2     | 13 de Junio  | 31 de marzo | Comodoro Rivadavia |

| Fecha 3                            | Fecha 3   | Fecha 3      | Fecha 3    | Fecha 3            |
| Local                              | Resultado | Visitante    | Fecha      | Lugar              |
| ---------------------------------- | --------- | ------------ | ---------- | ------------------ |
| Comisión de Actividades Infantiles | 3 - 2     | Racing (T)   | 4 de abril | Comodoro Rivadavia |
| 13 de Junio                        | 2 - 1     | Huracán (TA) | 4 de abril | Pirané             |

| Fecha 4                            | Fecha 4   | Fecha 4      | Fecha 4     | Fecha 4            |
| Local                              | Resultado | Visitante    | Fecha       | Lugar              |
| ---------------------------------- | --------- | ------------ | ----------- | ------------------ |
| Comisión de Actividades Infantiles | 1 - 1     | Huracán (TA) | 11 de abril | Comodoro Rivadavia |
| Racing (T)                         | 1 - 2     | 13 de Junio  | 11 de abril | Trelew             |

| Fecha 5      | Fecha 5   | Fecha 5                            | Fecha 5     | Fecha 5      |
| Local        | Resultado | Visitante                          | Fecha       | Lugar        |
| ------------ | --------- | ---------------------------------- | ----------- | ------------ |
| 13 de Junio  | 0 - 0     | Comisión de Actividades Infantiles | 18 de abril | Pirané       |
| Huracán (TA) | 3 - 0     | Racing (T)                         | 18 de abril | Tres Arroyos |

| Fecha 6      | Fecha 6   | Fecha 6                            | Fecha 6     | Fecha 6      |
| Local        | Resultado | Visitante                          | Fecha       | Lugar        |
| ------------ | --------- | ---------------------------------- | ----------- | ------------ |
| Racing (T)   | 0 - 2     | Comisión de Actividades Infantiles | 25 de abril | Trelew       |
| Huracán (TA) | 3 - 0     | 13 de Junio                        | 25 de abril | Tres Arroyos |

## Torneo Reclasificatorio
Los 2 clasificados disputaron éste torneo junto a los 2 peores equipos del Argentino A.
|  | Semifinales           | Semifinales     | Semifinales           |                       |             | Final       | Final | Final |  |
|  |                       |                 |                       |                       |             |             |       |       |  |
|  |                       |                 |                       |                       |             |             |       |       |  |
|  | San Martín (MC)       | San Martín (MC) | 1                     |                       |             |             |       |       |  |
|  | San Martín (MC)       | San Martín (MC) | 1                     |                       |             |             |       |       |  |
|  | 13 de Junio           | 13 de Junio     | 3                     |                       |             |             |       |       |  |
|  | 13 de Junio           | 13 de Junio     | 3                     |                       | 13 de Junio | 13 de Junio | 3     |       |  |
|  |                       |                 |                       |                       | 13 de Junio | 13 de Junio | 3     |       |  |
|  |                       |                 | Central Córdoba (SdE) | Central Córdoba (SdE) | 2           |             |       |       |  |
|  | Central Córdoba (SdE) |                 | Central Córdoba (SdE) | Central Córdoba (SdE) | 2           |             |       |       |  |
|  |                       |                 |                       |                       |             |             |       |       |  |
|  | Argentinos del Norte  |                 |                       |                       |             |             |       |       |  |
|  |                       |                 |                       |                       |             |             |       |       |  |
|  |                       |                 |                       |                       |             |             |       |       |  |

|  | 13 de Junio ascendió al Argentino A. |